# Wapen van Tiel

Wapen van Tiel volgens het register

Wapen van Tiel, met de correcte uitvoering van het Gelders wapen

Het wapen van Tiel is op 20 juli 1816 aan de toenmalige Nederlandse gemeente Tiel toegekend. Sindsdien is de gemeente wel uitgebreid, maar heeft zij het wapen behouden. De gemeente voert het wapen alleen nog bij bijzondere gelegenheden, verder voert de gemeente Tiel een logo.

## Blazoen
De beschrijving van het wapen van Tiel luidt als volgt:
Van goud, beladen met een uitgespreiden dubbelden arend van sabel, gebekt en geklaauwd van keel, en chef beladen met Gelderland. Het schild gedekt met een keizerlijke kroon en vastgehouden ter regter door een klimmende leeuw van goud en ter linker zijde door een klimmende leeuw van sabel, getongd van goud.
Het wapen is goud van kleur met daarop een zwarte dubbele arend. De bek en klauwen van de arend zijn rood van kleur. In het schildhoofd tussen de hoofden van de arend staat een klein wapen van Gelderland. Echter op de registertekening ontbreken de voor de Gelderse leeuw kenmerkende elementen zoals de rode nagels en tong, de dubbele staart en kroon. Het schild wordt gedekt door een rode keizerskroon. Aan de linkerkant (voor de kijker rechts) van het schild staat een zwarte klimmende leeuw (die volgens de registertekening geen gouden tong bezit) en aan de rechterkant (voor de kijker links) een gouden klimmende leeuw. De tongen en nagels van de leeuwen hebben dezelfde kleuren als de leeuwen. 

### Kroon
Tiel is een van de tien Nederlandse gemeenten die de Rudolfinische keizerskroon mogen voeren. Zij voert de kroon sinds het begin van de zeventiende eeuw om daarmee de band te benadrukken met het Heilige Roomse Rijk. Tiel was een keizerlijke residentie en voor het jaar 1000 eigendom van de keizer, de stad was een tol- en stapelplaats voor de belastinggoederen voor de keizer. 
Alleen de kroon van Medemblik is in azuur (blauw). De overige negen: Amsterdam, Bolsward, Deventer, Hulst, Kampen, Middelburg, Nijmegen, Tiel en het Zwolle zijn rood.